# Dermot O'Clary
Dermot O'Cleary, OFM ou Dermitius Oclieria (falecido em 1575) foi um prelado católico romano que serviu como bispo de Mayo (1574–1575).

## Biografia
Dermot O'Cleary foi ordenado sacerdote na Ordem dos Frades Menores. No dia 12 de fevereiro de 1574, foi nomeado bispo de Mayo durante o papado de Gregório XIII. A 12 de março de 1574, foi consagrado bispo por Giulio Antonio Santorio, cardeal-sacerdote de San Bartolomeo all'Isola, com Giovanni Battista Santorio, bispo de Alife, e Giuseppe Pamphilj, bispo de Segni, servindo como co-consagradores. Serviu como bispo de Mayo até à sua morte em 1575.